# 池田淳一
池田 淳一（いけだ じゅんいち、1959年7月25日 - ）は、日本の漫画家。静岡県出身。

## 経歴
1959年、静岡県清水市（現・静岡市）に生まれる。漫画家としての独立前には、すがやみつるのもとでアシスタントを務めていた。1982年、「アクションハンターピント」で第3回藤子不二雄賞を受賞。同年、『月刊コロコロコミック』（小学館）9月号より玩具のチョロQを題材とした漫画作品『ゼロヨンQ太』で連載デビュー。同作品は1985年3月号まで連載され、てんとう虫コミックスより全6巻が刊行された。その2ヶ月後、『月刊コロコロコミック』5月号より7月号まで『ゼロヨンQ太』の派生作品『新ゼロヨンQ太』を連載。他の作品に、『コミックボンボン』（講談社）連載のミニ四駆を題材とした漫画作品『レーサーミニ四駆 世界グランプリ』（原作：大崎悌造、全2巻）がある。児童向け漫画のほか、1980年代後半以降は各種実用漫画の作画も手掛けている。

## 作品リスト
- ゼロヨンQ太（月刊コロコロコミック 1982年9月号 - 1985年3月号、全6巻）
  - 新ゼロヨンQ太（月刊コロコロコミック 1985年5月号 - 7月号、全3回）
- レーサーミニ四駆 世界グランプリ（原作：大崎悌造、コミックボンボン、全2巻）
- こんにちは税務調査です[2]（1987年、ISBN 978-4-594-00516-0）
- コミック 激動の昭和史[2]（1989年、ISBN 978-4-793-10162-5）
- やさしいビジネス英語[2]（1989年、ISBN 978-4-140-34074-5）